# نانیتو (آیووا)
نانیتو (به انگلیسی: Nanito) یک منطقهٔ مسکونی در ایالات متحده آمریکا است که در آیووا واقع شده‌است. نانیتو ۳۷۶٫۱۳ متر بالاتر از سطح دریا قرار دارد.